# 피터 더루이즈
피터 덜루이즈(Peter DeLuise, 1966년 11월 6일 ~ )는 미국의 배우, 감독, 제작자, 각본가이다.

## 작품 목록
- R.L. 스타인스 몬스터빌: 더 캐비넷 오브 소울스 (2015)
- 웨잇 포 레인 (2011)
- 16 위쉬스 (2010)
- 포레스트 로빈후드 (2009)
- 예티: 눈 악마의 저주 (2008)
- 페인킬러 제인 (2007)
- 인게이지드 투 킬 (2006)
- 롭슨 암스 (2005)
- 블러드석커스 (2005)
- 이츠 올 어바웃 유 (2002)
- 비트윈 더 시트 (1998)
- 더 샷 (1996)
- 햄들의 침묵 (1994)
- 전격 특명 작전 (1993, Rescue Me)
- 쟈킬의 환생 (1991)
- 모의 법정 (1989)
- 태양의 전사들 (1986)
- 25만 달러를 찾아라! (1986)
- 더 미드나잇 아워 (1985)
- 강력범 (1979)

### 텔레비전 출연
- 프렌즈 (1996)
- 스타게이트 SG-1 (1999-2006)
- 안드로메다 (2004)
- 스타게이트 아틀란티스 (2005)
- 생츄어리 (2007, 2011)
- 스타게이트 유니버스 (2009)

### 텔레비전 연출
- 21 점프 스트리트 (1990-91)
- 스타게이트 SG-1 (1999-2007)
- 안드로메다 (2003-05)
- 스타게이트 아틀란티스 (2004-06)
- 생츄어리 (2008-11)
- 스타게이트 유니버스 (2009-11)

### 텔레비전 각본
- 스타게이트 SG-1 (2000-05)
- 스타게이트 아틀란티스 (2004)

### 텔레비전 제작
- 스타게이트 SG-1 (2002-03)
- 스타게이트 아틀란티스 (2004-05)